# 신디 로퍼
신시아 앤 스테퍼니 "신디" 로퍼(영어: Cynthia Ann Stephanie "Cyndi" Lauper, 1953년 6월 22일 ~ )는 미국의 싱어송라이터, 배우, 사회운동가이다. 1983년 발표한 첫 정규 앨범 《She's So Unusual》을 통해 한 앨범에서 싱글 4개를 빌보드 핫 100 5위권 내에 진입시킨 첫 여성 음악가가 되었다. 2023년까지 11개의 정규 앨범과 53개의 싱글을 냈으며, 2023년 기준으로 미국 내에서만 앨범을 850만 장 이상 판매했다.

## 생애

### 젊은 시절과 경력
신디 로퍼는 미국 뉴욕 퀸스 자치구에서 태어났다. 로퍼의 아버지는 독일-스위스계 출신이었으며, 어머니는 시칠리아 출신인 이탈리아계 미국인이었다. 로퍼는 어린 시절 언니 엘런, 그리고 '부치(Butch)'라는 별칭으로 불렸던 남동생 프레드와 함께 자랐다. 로퍼의 어머니는 이혼 후 재혼을 하고 종업원 일을 하고 있었다.
로퍼는 주디 갈런드, 비틀즈, 빌리 홀리데이, 엘라 피츠제럴드와 같은 가수들의 음악을 듣고 자랐다. 어머니는 딸의 창의성과 음악성을 알고 가수가 되도록 격려해 주었다. 12살이 된 로퍼는 언니에게 물려받은 기타로 어머니에게 어쿠스틱 기타를 다루는 법을 배웠는데, 이때부터 가사를 직접 쓰기 시작하기도 했다. 로퍼는 음악과 예술을 크게 사랑해 자신을 표현할 방법을 찾고 있었는데, 그 영향으로 일찍부터 머리카락을 염색하고 남보다 훨씬 앞선 현란한 색상의 옷을 입고 다녔다.
로퍼는 리치먼드 힐 고등학교에 진학했지만 퇴학 당했고, 검정고시를 땄다. 17살이 된 로퍼는 자신을 학대하는 새아버지가 있는 집에서 벗어났으며, 미술을 공부하겠다는 목표를 세웠다. 로퍼는 인생 목표를 찾기 위해 애완견 '스파클'과 함께 2주간 캐나다 숲에서 여행하기도 하였다. 로퍼는 여러 가지 아르바이트를 하면서 존슨 주립 대학(Johnson State College)에서 미술 수업을 들었다.
1970년대 중반에 들어서자 로퍼는 뉴욕 등 대도시를 기반으로 제퍼슨 에어플레인, 레드 제플린, 배드 컴퍼니 등의 음악을 다루는 커버 밴드의 보컬리스트로 활동하였다. 그러나 무대에 섰어도 다른 가수 노래를 부르고 있었기 때문에 행복하지는 않았다고 한다.
1977년 로퍼는 성대에 손상을 입어 일 년여 동안은 아무것도 하지 못했고 의사에게서는 다시는 노래를 하지 못할 수도 있다는 진단을 받기까지 했지만, 보컬 코치 케이티 어그레스타(Katie Agresta)에게 교습을 받으면서 신디 로퍼의 목소리는 점점 회복되어 갔다.

### 1980 ~ 1982: 블루 에인절 시절
1978년 목소리가 거의 회복된 로퍼는 매니저 테드 로젠블랫(Ted Rosenblatt)의 소개로 색소폰 연주자 존 투리(John Turi)를 만나게 된다. 투리와 로퍼는 파트너가 되어 로커빌리 밴드 블루 에인절(Blue Angel)을 결성하였고, 곧 데모 테이프 녹음을 하게 된다. 이 와중에 폴리도르 레코드측이 로퍼의 목소리를 마음에 들어해 5000 달러에 계약을 하여 블루 엔젤을 관리하기 시작한다. 많은 레코드사 관계자들은 로퍼 혼자와만 계약하길 원했지만, 로퍼는 밴드 멤버 모두와 함께 계약하길 원했다. 폴리도르 레코드는 결국 밴드 멤버 전체와 계약을 하고, 1980년 블루 에인절은 데뷔 앨범 《Blue Angel》을 발매한다.

## 음반 목록

### 정규 앨범
- She's So Unusual (1983)
- True Colors (1986)
- A Night to Remember (1989)
- Hat Full of Stars (1993)
- Sisters of Avalon (1996)
- Merry Christmas...Have a Nice Life (1998)
- At Last (2003)
- Shine (2004)
- The Body Acoustic (2005)
- Bring Ya to the Brink (2008)
- Memphis Blues (2010)
- Detour (2016)

## 공연 목록

### 뮤지컬
- 서푼짜리 오페라 (2006) - 출연
- 킹키 부츠 (2013) - 작사 작곡
- 네모바지 스폰지밥 (2017) - 작사 작곡

## 영상 목록

### 영화
- 구니스 (1985) - 본인 역

### 텔레비전
- 영 쉘든 (2020) - 본인 역